# Danny Hoesen
Danny Hoesen (ur. 15 stycznia 1991 w Heerlen) – holenderski piłkarz grający na pozycji napastnika. Od 2017 jest zawodnikiem San Jose Earthquakes.

## Kariera
Jest wychowankiem Fortuny Sittard. W sierpniu 2008 odszedł do Fulham F.C. Grał w nim w drużynie rezerw biorącej udział w Reserve League South. 8 kwietnia 2010 został wypożyczony na przeszło trzy miesiące do fińskiego HJK Helsinki. W rozgrywkach Veikkausliigi zadebiutował 16 kwietnia 2010 w meczu przeciwko Kuopion Palloseura (5:0 dla HJK). W sezonie 2010 HJK sięgnęło po mistrzostwo kraju. W sezonie 2011/2012 przebywał na wypożyczeniu w macierzystej Fortunie Sittard. W 33 meczach ligowych zdobył 13 bramek.
29 sierpnia 2012 został piłkarzem Ajaksu Amsterdam. Jego pierwszym meczem w Eredivisie był mecz z VVV Venlo, który został rozegrany 17 listopada 2012 (2:0 dla Ajaksu). W 2014 roku najpierw był wypożyczony do PAOK FC, a następnie odszedł do FC Groningen. W 2017 został zawodnikiem San Jose Earthquakes.